# Jak na počítač
Jak na počítač byl počítačový časopis vycházející v ČR a SR od roku 2003. Byl zaměřený zejména na začínající uživatele počítačů. K časopisu byly přikládány přílohy na CD (programy, doplňky, hry, speciální CD k tématu a podobně). Vydavatelem časopisu byla společnost CPress Media, a. s., od roku 2010 pak Mladá fronta, a. s.

## Rubriky
- Novinky
- Téma čísla
- Recenze
- Minirecenze programů
- Jak věci pracují
- Návody krok za krokem
- Chytrý nákup
- Poradna JNP

Elektronická podoba Jak na počítač (JNP)